# Ezequias
Ezequias Roosevelt Tavares de Melo, meglio noto solo come Ezequias (Jundiá, 3 dicembre 1980), è un ex calciatore brasiliano con passaporto portoghese, di ruolo difensore.